# Varicorhinus mariae
Varicorhinus mariae är en fiskart som beskrevs av Holly 1926. Varicorhinus mariae ingår i släktet Varicorhinus och familjen karpfiskar. IUCN kategoriserar arten globalt som livskraftig. Inga underarter finns listade i Catalogue of Life.